# Промышленность Финляндии
Промышленность Финляндии — часть экономики Финляндии.

## История
Процесс индустриализации опирался на развитие металлургии, машиностроения, химии и энергетики.
К концу 1990-х годов, по сравнению с началом 50-х, по добавленной стоимости доля машиностроения выросла с 25 % до 36 %, доля химии увеличилась с 7 % до 10 %, возросла также доля металлургии с 3 % до 5 %, доля энергетики повысилась с 4 % до 9 %, улучшила свои позиции полиграфия с 3 % до 6 %;
лесобумажная промышленность практически сохранила своё положение на уровне 20 %, но внутри неё уменьшилась доля деревообработки с 10 % до 5 %, а
доля целлюлозно-бумажной промышленности возросла с 10 % до 15 %,
сократился удельный вес пищевой промышленности с 11 % до 8 %,
лёгкой промышленности с 17 % до 2 %,
промышленности стройматериалов с 5 % до 3 %,
горнодобывающей промышленности с 3 % до 1 %.
К 2007 году на Финляндию приходилось 10 % мирового объёма экспорта лесной и целлюлозно-бумажной продукции, а по типографской бумаге её сегмент в мировом экспорте составил 20 %.

## Лесная промышленность
Обычно говорят, что Финляндия и её экономика обязаны всем лесной промышленности. Действительно, у Финляндии нет других природных ресурсов, лес — главное богатство Финляндии. Три главные финские лесоперерабатывающие компании — это UPM-Kymmene, Stora Enso и Metsä Group. Они входят в число крупнейших компаний лесопильной промышленности мира.
Кроме того, многие известные финские компании начинали с лесопереработки, в том числе и гордость финской экономики компания Nokia, которая начала свою деятельность в 1865 году с небольшого целлюлозного завода. Интересно, что Nokia продала свои целлюлозные предприятия только в начале 1990-х, когда решила сделать ставку на телекоммуникации.

## Целлюлозно-бумажная промышленность
см. Целлюлозно-бумажная промышленность

## Добывающая промышленность
Компания First Quantum Minerals получила разрешение на разработку самого крупного в Финляндии никелевого рудника Kevitsa в муниципалитете Соданкюля на востоке Лапландии.
Рядом с Kevitsa горнодобывающая компания Anglo-American обнаружила более крупное рудное месторождение с высоким содержанием меди и никеля.

## Металлургия
Компания Rautaruukki — крупный производитель специальных сталей и строительных металлоконструкций.
Компания Outokumpu — крупный производитель нержавеющих сталей.

## Машиностроение
В Финляндии также расположены штаб-квартиры и производственные мощности крупнейших мировых производителей промышленного оборудования Outotec и Metso.
Компания Sisu Auto производит грузовые автомобили и спецтехнику, в основном, военного назначения.
Компания Wärtsilä производит судовые двигатели различной мощности, винтовые механизмы, различные типы уплотнителей, контрольные системы и другое оборудование.
Компания Kone специализируется на производстве лифтов, эскалаторов, траволаторов и пассажирских подъёмников.
Компания Abloy — известный производитель замков, систем запирания и строительных скобяных изделий, а также разработчик изделий в области технологии электромеханических замков.
Компании Rannila (бренд перестал существовать в 2004 г.) и Wekman — известные производители металлочерепицы.

## Химическая промышленность
Химическая промышленность страны:
- на мировом рынке известна косметическая компания Lumene;
- Nokian Renkaat — крупный производитель шин в Скандинавии.

## Электротехническая и ИТ
Nokia — транснациональная компания, один из мировых лидеров в области мобильных коммуникационных технологий, ведущий поставщик оборудования для мобильных, фиксированных, широкополосных и IP-сетей.

## Пищевая промышленность
Пищевая промышленность страны:
- Компания Valio — лидер молочного рынка Финляндии.
- Более ста лет работает компания Fazer, известная прежде всего своим шоколадом.
- Paulig Group — производитель кофе.
- Пивоваренная компания Sinebrychoff работает с 1819 года, также пиво и различные алкогольные и безалкогольные напитки производит компания Hartwall.

Промышленность сильно пострадала в результате ответных санкций, введённых Россией 6 августа 2014 года. В особо тяжёлое положение попала компания Valio — 8 августа 2018 года она была вынуждена остановить свои производственные линии в Финляндии, ориентированные на российский рынок. Тем не менее, лидирующая на финском рынке компания не теряет свои позиции на мировом рынке.